# Моё сердце это та вечная роза
«Моё сердце это та вечная роза» (иер. трад. 殺手蝴蝶夢, упр. 杀手蝴蝶梦, кант.-рус.: Сат сау ву тип мун, англ. My Heart Is That Eternal Rose) — гонконгский криминальный боевик 1989 года, снятый Патриком Тхамом по сценарию Джона Чань Куньчуна и Чан Каньчхёна. В главных ролях Кенни Би, Тони Лён и Ван Цзусянь. Лён получил награду за лучшую мужскую роль второго плана на Гонконгской кинопремии.

## Сюжет
Бывший мошенник, решивший завязать с прошлым, открыл вместе со своей дочерью Лап закусочную. Пытаясь помочь по старой дружбе одному человеку, он попал под машину, а его сына убили. Его дочь Лап попросила помощи у босса мафии, но тот взамен попросил её быть его девушкой в течение шести лет. В это время возвращается возлюбленный Лап, который должен убить босса…

## В ролях
| Актёр         | Роль               |
| ------------- | ------------------ |
| Кенни Би      | Рик Ма             |
| Тони Лён      | Чхён               |
| Ван Цзусянь   | Лап                |
| Чань Ваймань  | Крёстный отец      |
| Гордон Лю     | Лиу                |
| Куань Хойсань | дядя Чён           |
| Ын Мантат     | офицер полиции Тан |
| Кам Лёй       | Ло Маньсин         |
| Кам Пиу       | доктор Пхан        |
| Вон Чикён     | свидетель          |
| Чён Татмин    | сын Ло Маньсина    |

## Награды и номинации
- Гонконгская кинопремия[2]
  - 1990 — награда в категории «Лучшая мужская роль второго плана» (Тони Лён)
  - 1990 — номинация в категории «Лучший монтаж» (Цзян Гоцюань)
  - 1990 — номинация в категории «Лучший художник-постановщик» (Патрик Тхам, Мок Куанькит)